# Dedee Pfeiffer
Dedee Pfeiffer (* 1. Januar 1964 in Midway City, Kalifornien als Dorothy D. Pfeiffer) ist eine US-amerikanische Schauspielerin und die Schwester von Michelle Pfeiffer.

## Leben
Pfeiffer wirkte bereits in vielen Filmen und Fernsehserien mit. Ihre bekannteste Fernsehrolle spielte sie in Cybill Shepherds Serie Cybill, in der sie von 1995 bis 1997 zu sehen war. Zudem spielte sie von 1998 bis 2002 eine Hauptrolle in der Serie For Your Love.
Gastauftritte absolvierte sie unter anderem in den Fernsehserien Simon & Simon, Friends, Der Nachtfalke, Dream On, CSI: Den Tätern auf der Spur, Seinfeld und Dead Zone.
Pfeiffer war von 1996 bis 2001 mit Gregory Fein verheiratet; nach ihrer Scheidung von ihm heiratete sie 2001 Santiago Gomez, mit dem sie einen 2002 geborenen Sohn hat.
In jungen Jahren war sie einige Zeit mit George Clooney liiert.
Im Jahr 2002 zierte sie das Cover der US-amerikanischen Februarausgabe des Playboy. 
2006 wurde sie von Gomez geschieden. Von 2009 bis 2012 war sie mit Kevin Ryan verheiratet.
In einem Interview auf der im Vereinigten Königreich 2011 veröffentlichten DVD & Blu-ray Vamp sagt Pfeiffer, dass sie ihre 25-jährige Schauspielkarriere zugunsten einer neuen Karriere im Bereich forensische Psychologie aufgegeben hat und nun auf dem College ein entsprechendes Masterstudium absolviert. Seit 2020 ist sie jedoch in der Rolle der Denise Brisbane in der ABC-Serie Big Sky zu sehen.

## Filmografie (Auswahl)
- 1985: Traffic School – Die Blech- und Dachschaden-Kompanie (Moving Violations)
- 1986: Vamp
- 1987: Die Nachtschwärmer – The Allnighter (The Allnighter)
- 1989: House 3 (Horror House)
- 1990: Red Surf (Red Surf)
- 1990: Julia und ihre Liebhaber (Tune in Tomorrow...)
- 1991: Providence
- 1991: Drive
- 1993: Running Cool
- 1993: Double Exposure
- 1993: Falling Down – Ein ganz normaler Tag (Falling Down)
- 1995: In den Armen des Todes (Deadly Past)
- 1995: Meine Familie (My Family)
- 1996: A Kiss So Deadly
- 1996: Aus nächster Nähe (Up Close & Personal)
- 1998: Shoot
- 2000: Deadly Contact – Das Geschäft mit dem Tod (Radical Jack)
- 2004: A Killer Within
- 2004: Blue Demon
- 2005: Wanted
- 2007: Plötzlich Star! – Eine moderne Marc Twain Story (A Modern Twain Story: The Prince and the Pauper)
- 2007: Alien vs. Hunter
- 2008: Die Reise zum Mittelpunkt der Erde 2 (Journey to the Center of the Earth)
- 2010: Jack’s Family Adventure
- 2011: L.A., I Hate You
- 2020–2023: Big Sky (Fernsehserie)